# Mountain View (Contra Costa County, Kalifornien)
Mountain View ist ein Census-designated place (zu Statistikzwecken definiertes Siedlungsgebiet) im Contra Costa County im US-Bundesstaat Kalifornien.
Das U.S. Census Bureau hat bei der Volkszählung 2020 eine Einwohnerzahl von 2.622 ermittelt. Das Gebiet hat eine Fläche von nur rund 0,7 km² und wird auf drei Seiten vom Stadtgebiet von Martinez umschlossen. Im demographischen Charakter ist die Siedlung der Stadt vergleichbar, ist aber politisch nicht zugehörig. Damit unterscheidet sie sich stark vom überwiegend vorstädtischen und ländlichen Rest des Contra Costa County. Im Norden schließt sich ein Industriegebiet und Tanklager an.